# Эльмурзаев, Сулейман Эльмурзаевич
Сулейман Эльмурза́евич Эльмурза́ев (Имурзаев), также амир Хайрулла (8 апреля 1974 года, с. Чапаево, Новолакский район, Дагестан — 4 апреля 2007 года, у с. Агишбатой, Веденский район, Чечня) — один из лидеров чеченских сепаратистов, полевой командир, бригадный генерал ВС ЧРИ (24.09.2006). Вице-премьер Ичкерии (с 07.03.2007), командующий Восточным фронтом ВС ЧРИ (с 24.09.2006). Входил в ближайшее окружение Шамиля Басаева, погибшего в июле 2006 года. Участвовал в вторжении боевиков в Дагестан в 1999 году, после чего был объявлен в федеральный розыск. К моменту гибели находился в международном розыске по линии Интерпола.

## Биография
По национальности чеченец (по информации сайта чеченских боевиков "Кавказ-центр").
В 1999 году присоединился к боевикам.
Входил в личную охрану Шамиля Басаева. Был назначен им эмиром джамаата Веденского района, где одновременно назначил его своим представителем Абу аль-Валид.
В 2000-х годах являлся комендантом Веденского сектора Восточного фронта сепаратистов.
Считался одним из основных организаторов убийства президента Чеченской Республики Ахмата Кадырова 9 мая 2004 года. После гибели отца Рамзан Кадыров называл Хайруллу своим личным врагом наравне с Басаевым.
В ноябре 2004 года официально сообщалось о ликвидации Сулеймана Имурзаева в результате спецоперации, однако впоследствии его гибель не подтвердилась.
24 сентября 2006 года президент ЧРИ Доку Умаров своими указами присвоил Эльмурзаеву звание бригадного генерала и назначил его командующим Юго-Восточным фронтом ВС ЧРИ, который был в тот день преобразован из Восточного фронта.
Как отмечали в курирующем Чечню оперативно-розыскном бюро при главном управлении МВД по Южному федеральному округу:

власть Хайруллы признали лидеры крупнейших джамаатов из Веденского, Итум-Калинского и Ножай-Юртовского районов. Под ним в итоге оказались лидеры подполья, которые и с покойным Басаевым чувствовали себя на равных, — братья Гакаевы (Муслим и Хусейн), Супьян Абдуллаев и Супьян Мульчигов. Подчинился Хайрулле даже авторитетнейший веденский командир Махран Саидов. Фигур, примерно равных Имурзаеву по статусу, в Чечне осталось только две — это Раппани Халилов и Доку Умаров. Первый — давний друг и соратник Хайруллы; со вторым они практически не встречаются, разграничив сферы влияния.

В феврале 2007 года по данным МВД вместе с Доку Умаровым они оставались самыми опасными боевиками, действующими на территории Чеченской республики.
В марте 2007 года президент Ичкерии Доку Умаров назначил Сулеймана Имурзаева вице-премьером, ответственным за социально-экономический блок.
Убит в перестрелке 4 апреля 2007 года в Веденском районе Чечни в ходе спецоперации, организованной УФСБ и МВД республики. К моменту гибели являлся одним из самых известных полевых командиров.
По данным МВД РФ, Хайрулла считался вероятным преемником Доку Умарова и входил в число самых опасных боевиков, действовавших на территории Чеченской республики.
По словам вице-премьера Чечни Адама Делимханова и министра внутренних дел республики Руслана Алханова, Эльмурзаев был причастен ко многим тяжким преступлениям и терактам на территории республики. Делимханов также отмечал, что Хайрулла был одним из публично заявивших о своей причастности к гибели Ахмата Кадырова.
Его считал своим кровником Рамзан Кадыров, который заявил, что Хайрулла «взял на себя ответственность за убийство моего отца», по его словам он был «причастен также и к убийству мирных жителей, директоров школ и представителей администрации и госслужащих» и являлся «одним из самых кровавых террористов».
Указом президента ЧРИ Умарова 3 октября 2007 года посмертно был награждён высшим орденом Чеченской Республики Ичкерия «Къоман сий» («Честь нации»).